# Щапов, Николай Михайлович
Николай Михайлович Ща́пов (1881—1960) — русский и советский инженер, гидростроитель, конструктор и фотограф.

## Биография
Родился 4 июня 1881 года в Москве в семье служащего торговой фирмы. Поступил и окончил Московскую практическую академию коммерческих наук и ИМТУ в 1906 году, получив специальность инженера-конструктора по использованию водной энергии. В студенческие годысовершиал поездки по миру. Позже работал в качестве инженера в различных учреждениях. В качестве фотографа работал с 1896 по 1914 год, когда тот фотографировал во время его деятельности и поездками. В 1925 году издал путеводитель по Ярославской железной дороге от Москвы до Хотькова, куда включены материалы по Москве и усадьбам, вошедшим в состав Москвы.
Скончался 28 мая 1960 года в Москве. Похоронен на 7-м участке Введенского кладбища.

## Семья
Сын — Ярослав Николаевич Щапов — советский и российский историк, историк церкви, доктор исторических наук, профессор, член-корреспондент РАН, член-корреспондент АН СССР, Советник Российской академии наук.

## Награды и премии
- орден Трудового Красного Знамени (16.07.1946)
- Сталинская премия третьей степени (1948) — за усовершенствование и унификацию малых гидротурбин и внедрение их в производство